# Bill Baker (ijshockeyer)
Wiliam Robert (Bill) Baker (Grand Rapids (Michigan), 29 november 1956) is een Amerikaans ijshockeyer.
Tijdens de Olympische Winterspelen 1980 in eigen land won Baker samen met zijn ploeggenoten de gouden medaille.
Van 1980 tot en met 1983 speelde in de NHL.